# Gran Camiño 2025
Le Gran Camiño 2025 (O Gran Camiño en galicien, soit littéralement La Grande Route), est la 4e édition de cette course cycliste sur route masculine espagnole. Il a lieu en Galice sur cinq étapes, du 26 au 2 mars 2025, avec un départ de la ville portugaise de Maia et une arrivée à Saint-Jacques-de-Compostelle. Il fait partie du calendrier UCI Europe Tour 2025 en catégorie 2.1. 

## Équipes participantes
18 équipes participent à la course : 3 UCI WorldTeams, 8 UCI ProTeams et 7 équipes continentales :
| WorldTeams (3)- Groupama-FDJ - Movistar Team - Soudal Quick-Step ProTeams (8)- Burgos-Burpellet-BH - Caja Rural-Seguros RGA - Euskaltel-Euskadi - Equipo Kern Pharma - Israel-Premier Tech - Team Polti VisitMalta - Uno-X Mobility - VF Group-Bardiani CSF-Faizanè Équipes continentales (6)- Anicolor/Tien 21 - AP Hotels & Resorts-Tavira-SC Farense - Efapel Cycling - Illes Balears Arabay - Rádio Popular-Paredes-Boavista - Tavfer-Ovos Matinados-Mortágua |
| |

## Étapes
L'épreuve compte cinq étapes réparties en deux étapes de moyenne montagne, une étape de montagne, une étape de plaine et un contre-la-montre individuel, pour une distance totale de 635,37 kilomètres. 
| Étape     | Date    | Villes étapes                           | type                        | Distance (km) | Dénivelé (m) | Vainqueur d'étape   | Leader du classement général |
| --------- | ------- | --------------------------------------- | --------------------------- | ------------- | ------------ | ------------------- | ---------------------------- |
| 1re étape | 26 fév. | Maia – Matosinhos                       | étape vallonnée             | 189,7         | 1 823 m      | Magnus Cort Nielsen | Magnus Cort Nielsen          |
| 2e étape  | 27 fév. | Marín – A Estrada                       | étape de moyenne montagne   | 133,1         | 2 376 m      | Magnus Cort Nielsen | Magnus Cort Nielsen          |
| 3e étape  | 28 fév. | Ourense – O Pereiro de Aguiar           | contre-la-montre individuel | 15,6          | 397 m        | Derek Gee           | Derek Gee                    |
| 4e étape  | 1 mars  | A Pobra do Brollón                      | étape de montagne           | 137,1         | 2 797 m      | Sergio Chumil       | Derek Gee                    |
| 5e étape  | 2 mars  | Betanzos – Saint-Jacques-de-Compostelle | étape de moyenne montagne   | 159,87        | 2 473 m      | Magnus Cort Nielsen | Derek Gee                    |

## Déroulement de la course

### 1reétape
| \| Classement de l'étape \| Classement de l'étape \| Classement de l'étape \| Classement de l'étape \| Classement de l'étape \| \| Coureur \| Coureur \| Pays \| Équipe \| Temps \| \| --------------------- \| --------------------- \| --------------------- \| ----------------------------- \| --------------------- \| \| 1er \| Magnus Cort Nielsen \| Danemark \| Uno-X Mobility \| 4 h 18 min 49 s \| \| 2e \| Santiago Mesa \| Colombie \| Efapel Cycling \| + 0 s \| \| 3e \| Giovanni Lonardi \| Italie \| Team Polti VisitMalta \| + 0 s \| \| 4e \| Daniel Cavia \| Espagne \| Burgos-Burpellet-BH \| + 0 s \| \| 5e \| Jordi Warlop \| Belgique \| Soudal Quick-Step \| + 0 s \| \| 6e \| Francisco Peñuela \| Venezuela \| Caja Rural-Seguros RGA \| + 0 s \| \| 7e \| César Macías \| Mexique \| Petrolike \| + 0 s \| \| 8e \| Carlos Canal \| Espagne \| Movistar Team \| + 0 s \| \| 9e \| Jose Juan Prieto \| Mexique \| Petrolike \| + 0 s \| \| 10e \| Filippo Magli \| Italie \| VF Group-Bardiani CSF-Faizanè \| + 0 s \| |                     |           |                               |                 |
| |                     |           |                               |                 |
| |                     |           |                               |                 |
| Classement de l'étape |                     |           |                               |                 |
| Coureur | Coureur             | Pays      | Équipe                        | Temps           |
| 1er | Magnus Cort Nielsen | Danemark  | Uno-X Mobility                | 4 h 18 min 49 s |
| 2e | Santiago Mesa       | Colombie  | Efapel Cycling                | + 0 s           |
| 3e | Giovanni Lonardi    | Italie    | Team Polti VisitMalta         | + 0 s           |
| 4e | Daniel Cavia        | Espagne   | Burgos-Burpellet-BH           | + 0 s           |
| 5e | Jordi Warlop        | Belgique  | Soudal Quick-Step             | + 0 s           |
| 6e | Francisco Peñuela   | Venezuela | Caja Rural-Seguros RGA        | + 0 s           |
| 7e | César Macías        | Mexique   | Petrolike                     | + 0 s           |
| 8e | Carlos Canal        | Espagne   | Movistar Team                 | + 0 s           |
| 9e | Jose Juan Prieto    | Mexique   | Petrolike                     | + 0 s           |
| 10e | Filippo Magli       | Italie    | VF Group-Bardiani CSF-Faizanè | + 0 s           |

| \| Classement général \| Classement général \| Classement général \| Classement général \| Classement général \| \| Coureur \| Coureur \| Pays \| Équipe \| Temps \| \| ------------------ \| ------------------- \| ------------------ \| ----------------------------- \| ------------------ \| \| 1er \| Magnus Cort Nielsen \| Danemark \| Uno-X Mobility \| 4 h 18 min 39 s \| \| 2e \| Santiago Mesa \| Colombie \| Efapel Cycling \| + 4 s \| \| 3e \| Ander Okamika \| Espagne \| Burgos-Burpellet-BH \| + 5 s \| \| 4e \| Giovanni Lonardi \| Italie \| Team Polti VisitMalta \| + 6 s \| \| 5e \| Filippo Turconi \| Italie \| VF Group-Bardiani CSF-Faizanè \| + 7 s \| \| 6e \| Daniel Cavia \| Espagne \| Burgos-Burpellet-BH \| + 10 s \| \| 7e \| Jordi Warlop \| Belgique \| Soudal Quick-Step \| + 10 s \| \| 8e \| Francisco Peñuela \| Venezuela \| Caja Rural-Seguros RGA \| + 10 s \| \| 9e \| César Macías \| Mexique \| Petrolike \| + 10 s \| \| 10e \| Carlos Canal \| Espagne \| Movistar Team \| + 10 s \| |                     |           |                               |                 |
| |                     |           |                               |                 |
| |                     |           |                               |                 |
| Classement général |                     |           |                               |                 |
| Coureur | Coureur             | Pays      | Équipe                        | Temps           |
| 1er | Magnus Cort Nielsen | Danemark  | Uno-X Mobility                | 4 h 18 min 39 s |
| 2e | Santiago Mesa       | Colombie  | Efapel Cycling                | + 4 s           |
| 3e | Ander Okamika       | Espagne   | Burgos-Burpellet-BH           | + 5 s           |
| 4e | Giovanni Lonardi    | Italie    | Team Polti VisitMalta         | + 6 s           |
| 5e | Filippo Turconi     | Italie    | VF Group-Bardiani CSF-Faizanè | + 7 s           |
| 6e | Daniel Cavia        | Espagne   | Burgos-Burpellet-BH           | + 10 s          |
| 7e | Jordi Warlop        | Belgique  | Soudal Quick-Step             | + 10 s          |
| 8e | Francisco Peñuela   | Venezuela | Caja Rural-Seguros RGA        | + 10 s          |
| 9e | César Macías        | Mexique   | Petrolike                     | + 10 s          |
| 10e | Carlos Canal        | Espagne   | Movistar Team                 | + 10 s          |

### 2eétape
| \| Classement de l'étape \| Classement de l'étape \| Classement de l'étape \| Classement de l'étape \| Classement de l'étape \| \| Coureur \| Coureur \| Pays \| Équipe \| Temps \| \| --------------------- \| --------------------- \| --------------------- \| ----------------------------- \| --------------------- \| \| 1er \| Magnus Cort Nielsen \| Danemark \| Uno-X Mobility \| 3 h 13 min 05 s \| \| 2e \| Martin Marcellusi \| Italie \| VF Group-Bardiani CSF-Faizanè \| + 0 s \| \| 3e \| Carlos Canal \| Espagne \| Movistar Team \| + 0 s \| \| 4e \| Thomas Pesenti \| Italie \| Soudal Quick-Step \| + 0 s \| \| 5e \| Iván Cobo \| Espagne \| Equipo Kern Pharma \| + 0 s \| \| 6e \| Eric Fagúndez \| Uruguay \| Burgos-Burpellet-BH \| + 0 s \| \| 7e \| Rémy Rochas \| France \| Groupama-FDJ \| + 0 s \| \| 8e \| Davide Piganzoli \| Italie \| Team Polti VisitMalta \| + 0 s \| \| 9e \| Sergio Chumil \| Guatemala \| Burgos-Burpellet-BH \| + 0 s \| \| 10e \| Derek Gee \| Canada \| Israel-Premier Tech \| + 0 s \| |                     |           |                               |                 |
| |                     |           |                               |                 |
| |                     |           |                               |                 |
| Classement de l'étape |                     |           |                               |                 |
| Coureur | Coureur             | Pays      | Équipe                        | Temps           |
| 1er | Magnus Cort Nielsen | Danemark  | Uno-X Mobility                | 3 h 13 min 05 s |
| 2e | Martin Marcellusi   | Italie    | VF Group-Bardiani CSF-Faizanè | + 0 s           |
| 3e | Carlos Canal        | Espagne   | Movistar Team                 | + 0 s           |
| 4e | Thomas Pesenti      | Italie    | Soudal Quick-Step             | + 0 s           |
| 5e | Iván Cobo           | Espagne   | Equipo Kern Pharma            | + 0 s           |
| 6e | Eric Fagúndez       | Uruguay   | Burgos-Burpellet-BH           | + 0 s           |
| 7e | Rémy Rochas         | France    | Groupama-FDJ                  | + 0 s           |
| 8e | Davide Piganzoli    | Italie    | Team Polti VisitMalta         | + 0 s           |
| 9e | Sergio Chumil       | Guatemala | Burgos-Burpellet-BH           | + 0 s           |
| 10e | Derek Gee           | Canada    | Israel-Premier Tech           | + 0 s           |

| \| Classement général \| Classement général \| Classement général \| Classement général \| Classement général \| \| Coureur \| Coureur \| Pays \| Équipe \| Temps \| \| ------------------ \| ----------------------- \| ------------------ \| ----------------------------- \| ------------------ \| \| 1er \| Magnus Cort Nielsen \| Danemark \| Uno-X Mobility \| 7 h 31 min 34 s \| \| 2e \| Martin Marcellusi \| Italie \| VF Group-Bardiani CSF-Faizanè \| + 14 s \| \| 3e \| Carlos Canal \| Espagne \| Movistar Team \| + 16 s \| \| 4e \| Thomas Pesenti \| Italie \| Soudal Quick-Step \| + 20 s \| \| 5e \| Eric Fagúndez \| Uruguay \| Burgos-Burpellet-BH \| + 20 s \| \| 6e \| Iván Cobo \| Espagne \| Equipo Kern Pharma \| + 20 s \| \| 7e \| Rémy Rochas \| France \| Groupama-FDJ \| + 20 s \| \| 8e \| Samuel Fernández García \| Espagne \| Caja Rural-Seguros RGA \| + 20 s \| \| 9e \| Derek Gee \| Canada \| Israel-Premier Tech \| + 20 s \| \| 10e \| Davide Piganzoli \| Italie \| Team Polti VisitMalta \| + 20 s \| |                         |          |                               |                 |
| |                         |          |                               |                 |
| |                         |          |                               |                 |
| Classement général |                         |          |                               |                 |
| Coureur | Coureur                 | Pays     | Équipe                        | Temps           |
| 1er | Magnus Cort Nielsen     | Danemark | Uno-X Mobility                | 7 h 31 min 34 s |
| 2e | Martin Marcellusi       | Italie   | VF Group-Bardiani CSF-Faizanè | + 14 s          |
| 3e | Carlos Canal            | Espagne  | Movistar Team                 | + 16 s          |
| 4e | Thomas Pesenti          | Italie   | Soudal Quick-Step             | + 20 s          |
| 5e | Eric Fagúndez           | Uruguay  | Burgos-Burpellet-BH           | + 20 s          |
| 6e | Iván Cobo               | Espagne  | Equipo Kern Pharma            | + 20 s          |
| 7e | Rémy Rochas             | France   | Groupama-FDJ                  | + 20 s          |
| 8e | Samuel Fernández García | Espagne  | Caja Rural-Seguros RGA        | + 20 s          |
| 9e | Derek Gee               | Canada   | Israel-Premier Tech           | + 20 s          |
| 10e | Davide Piganzoli        | Italie   | Team Polti VisitMalta         | + 20 s          |

### 3eétape
| \| Classement de l'étape \| Classement de l'étape \| Classement de l'étape \| Classement de l'étape \| Classement de l'étape \| \| Coureur \| Coureur \| Pays \| Équipe \| Temps \| \| --------------------- \| --------------------- \| --------------------- \| ---------------------- \| --------------------- \| \| 1er \| Derek Gee \| Canada \| Israel-Premier Tech \| 23 min 17 s \| \| 2e \| Davide Piganzoli \| Italie \| Team Polti VisitMalta \| + 16 s \| \| 3e \| Maxime Decomble \| France \| Groupama-FDJ \| + 3 min 22 s \| \| 4e \| Magnus Cort Nielsen \| Danemark \| Uno-X Mobility \| + 24 s \| \| 5e \| Iván Cobo \| Espagne \| Equipo Kern Pharma \| + 26 s \| \| 6e \| Txomin Juaristi \| Espagne \| Euskaltel-Euskadi \| + 32 s \| \| 7e \| Urko Berrade \| Espagne \| Equipo Kern Pharma \| + 34 s \| \| 8e \| Fredrik Dversnes \| Norvège \| Uno-X Mobility \| + 37 s \| \| 9e \| Hugo Houle \| Canada \| Israel-Premier Tech \| + 43 s \| \| 10e \| Alex Molenaar \| Pays-Bas \| Caja Rural-Seguros RGA \| + 44 s \| |                     |          |                        |              |
| |                     |          |                        |              |
| |                     |          |                        |              |
| Classement de l'étape |                     |          |                        |              |
| Coureur | Coureur             | Pays     | Équipe                 | Temps        |
| 1er | Derek Gee           | Canada   | Israel-Premier Tech    | 23 min 17 s  |
| 2e | Davide Piganzoli    | Italie   | Team Polti VisitMalta  | + 16 s       |
| 3e | Maxime Decomble     | France   | Groupama-FDJ           | + 3 min 22 s |
| 4e | Magnus Cort Nielsen | Danemark | Uno-X Mobility         | + 24 s       |
| 5e | Iván Cobo           | Espagne  | Equipo Kern Pharma     | + 26 s       |
| 6e | Txomin Juaristi     | Espagne  | Euskaltel-Euskadi      | + 32 s       |
| 7e | Urko Berrade        | Espagne  | Equipo Kern Pharma     | + 34 s       |
| 8e | Fredrik Dversnes    | Norvège  | Uno-X Mobility         | + 37 s       |
| 9e | Hugo Houle          | Canada   | Israel-Premier Tech    | + 43 s       |
| 10e | Alex Molenaar       | Pays-Bas | Caja Rural-Seguros RGA | + 44 s       |

| \| Classement général \| Classement général \| Classement général \| Classement général \| Classement général \| \| Coureur \| Coureur \| Pays \| Équipe \| Temps \| \| ------------------ \| ------------------- \| ------------------ \| ---------------------- \| ------------------ \| \| 1er \| Derek Gee \| Canada \| Israel-Premier Tech \| 7 h 55 min 11 s \| \| 2e \| Magnus Cort Nielsen \| Danemark \| Uno-X Mobility \| + 5 s \| \| 3e \| Davide Piganzoli \| Italie \| Team Polti VisitMalta \| + 17 s \| \| 4e \| Iván Cobo \| Espagne \| Equipo Kern Pharma \| + 27 s \| \| 5e \| Maxime Decomble \| France \| Groupama-FDJ \| + 39 s \| \| 6e \| Txomin Juaristi \| Espagne \| Euskaltel-Euskadi \| + 40 s \| \| 7e \| Eric Fagúndez \| Uruguay \| Burgos-Burpellet-BH \| + 46 s \| \| 8e \| Nélson Oliveira \| Portugal \| Movistar Team \| + 47 s \| \| 9e \| Abel Balderstone \| Espagne \| Caja Rural-Seguros RGA \| + 51 s \| \| 10e \| Fredrik Dversnes \| Norvège \| Uno-X Mobility \| + 59 s \| |                     |          |                        |                 |
| |                     |          |                        |                 |
| |                     |          |                        |                 |
| Classement général |                     |          |                        |                 |
| Coureur | Coureur             | Pays     | Équipe                 | Temps           |
| 1er | Derek Gee           | Canada   | Israel-Premier Tech    | 7 h 55 min 11 s |
| 2e | Magnus Cort Nielsen | Danemark | Uno-X Mobility         | + 5 s           |
| 3e | Davide Piganzoli    | Italie   | Team Polti VisitMalta  | + 17 s          |
| 4e | Iván Cobo           | Espagne  | Equipo Kern Pharma     | + 27 s          |
| 5e | Maxime Decomble     | France   | Groupama-FDJ           | + 39 s          |
| 6e | Txomin Juaristi     | Espagne  | Euskaltel-Euskadi      | + 40 s          |
| 7e | Eric Fagúndez       | Uruguay  | Burgos-Burpellet-BH    | + 46 s          |
| 8e | Nélson Oliveira     | Portugal | Movistar Team          | + 47 s          |
| 9e | Abel Balderstone    | Espagne  | Caja Rural-Seguros RGA | + 51 s          |
| 10e | Fredrik Dversnes    | Norvège  | Uno-X Mobility         | + 59 s          |

### 4eétape
| \| Classement de l'étape \| Classement de l'étape \| Classement de l'étape \| Classement de l'étape \| Classement de l'étape \| \| Coureur \| Coureur \| Pays \| Équipe \| Temps \| \| --------------------- \| --------------------- \| --------------------- \| ------------------------------------- \| --------------------- \| \| 1er \| Sergio Chumil \| Guatemala \| Burgos-Burpellet-BH \| 3 h 42 min 27 s \| \| 2e \| Derek Gee \| Canada \| Israel-Premier Tech \| + 0 s \| \| 3e \| Davide Piganzoli \| Italie \| Team Polti VisitMalta \| + 18 s \| \| 4e \| Jefferson Cepeda \| Équateur \| Movistar Team \| + 19 s \| \| 5e \| Jesús David Peña \| Colombie \| AP Hotels & Resorts-Tavira-SC Farense \| + 41 s \| \| 6e \| Magnus Cort Nielsen \| Danemark \| Uno-X Mobility \| + 41 s \| \| 7e \| Eric Fagúndez \| Uruguay \| Burgos-Burpellet-BH \| + 41 s \| \| 8e \| Jonathan Caicedo \| Équateur \| Petrolike \| + 41 s \| \| 9e \| Viktor Soenens \| Belgique \| Soudal Quick-Step \| + 41 s \| \| 10e \| Mauri Vansevenant \| Belgique \| Soudal Quick-Step \| + 41 s \| |                     |           |                                       |                 |
| |                     |           |                                       |                 |
| |                     |           |                                       |                 |
| Classement de l'étape |                     |           |                                       |                 |
| Coureur | Coureur             | Pays      | Équipe                                | Temps           |
| 1er | Sergio Chumil       | Guatemala | Burgos-Burpellet-BH                   | 3 h 42 min 27 s |
| 2e | Derek Gee           | Canada    | Israel-Premier Tech                   | + 0 s           |
| 3e | Davide Piganzoli    | Italie    | Team Polti VisitMalta                 | + 18 s          |
| 4e | Jefferson Cepeda    | Équateur  | Movistar Team                         | + 19 s          |
| 5e | Jesús David Peña    | Colombie  | AP Hotels & Resorts-Tavira-SC Farense | + 41 s          |
| 6e | Magnus Cort Nielsen | Danemark  | Uno-X Mobility                        | + 41 s          |
| 7e | Eric Fagúndez       | Uruguay   | Burgos-Burpellet-BH                   | + 41 s          |
| 8e | Jonathan Caicedo    | Équateur  | Petrolike                             | + 41 s          |
| 9e | Viktor Soenens      | Belgique  | Soudal Quick-Step                     | + 41 s          |
| 10e | Mauri Vansevenant   | Belgique  | Soudal Quick-Step                     | + 41 s          |

| \| Classement général \| Classement général \| Classement général \| Classement général \| Classement général \| \| Coureur \| Coureur \| Pays \| Équipe \| Temps \| \| ------------------ \| ------------------- \| ------------------ \| --------------------- \| ------------------ \| \| 1er \| Derek Gee \| Canada \| Israel-Premier Tech \| 11 h 37 min 32 s \| \| 2e \| Davide Piganzoli \| Italie \| Team Polti VisitMalta \| + 37 s \| \| 3e \| Magnus Cort Nielsen \| Danemark \| Uno-X Mobility \| + 49 s \| \| 4e \| Iván Cobo \| Espagne \| Equipo Kern Pharma \| + 1 min 14 s \| \| 5e \| Eric Fagúndez \| Uruguay \| Burgos-Burpellet-BH \| + 1 min 33 s \| \| 6e \| Jefferson Cepeda \| Équateur \| Movistar Team \| + 1 min 48 s \| \| 7e \| Viktor Soenens \| Belgique \| Soudal Quick-Step \| + 1 min 51 s \| \| 8e \| Sergio Chumil \| Guatemala \| Burgos-Burpellet-BH \| + 1 min 52 s \| \| 9e \| Mauri Vansevenant \| Belgique \| Soudal Quick-Step \| + 2 min 01 s \| \| 10e \| Johannes Kulset \| Norvège \| Uno-X Mobility \| + 2 min 14 s \| |                     |           |                       |                  |
| |                     |           |                       |                  |
| |                     |           |                       |                  |
| Classement général |                     |           |                       |                  |
| Coureur | Coureur             | Pays      | Équipe                | Temps            |
| 1er | Derek Gee           | Canada    | Israel-Premier Tech   | 11 h 37 min 32 s |
| 2e | Davide Piganzoli    | Italie    | Team Polti VisitMalta | + 37 s           |
| 3e | Magnus Cort Nielsen | Danemark  | Uno-X Mobility        | + 49 s           |
| 4e | Iván Cobo           | Espagne   | Equipo Kern Pharma    | + 1 min 14 s     |
| 5e | Eric Fagúndez       | Uruguay   | Burgos-Burpellet-BH   | + 1 min 33 s     |
| 6e | Jefferson Cepeda    | Équateur  | Movistar Team         | + 1 min 48 s     |
| 7e | Viktor Soenens      | Belgique  | Soudal Quick-Step     | + 1 min 51 s     |
| 8e | Sergio Chumil       | Guatemala | Burgos-Burpellet-BH   | + 1 min 52 s     |
| 9e | Mauri Vansevenant   | Belgique  | Soudal Quick-Step     | + 2 min 01 s     |
| 10e | Johannes Kulset     | Norvège   | Uno-X Mobility        | + 2 min 14 s     |

### 5eétape
| \| Classement de l'étape \| Classement de l'étape \| Classement de l'étape \| Classement de l'étape \| Classement de l'étape \| \| Coureur \| Coureur \| Pays \| Équipe \| Temps \| \| --------------------- \| --------------------- \| --------------------- \| --------------------------- \| --------------------- \| \| 1er \| Magnus Cort Nielsen \| Danemark \| Uno-X Mobility \| 3 h 43 min 52 s \| \| 2e \| Carlos Canal \| Espagne \| Movistar Team \| + 0 s \| \| 3e \| Giovanni Lonardi \| Italie \| Team Polti VisitMalta \| + 0 s \| \| 4e \| César Macías \| Mexique \| Petrolike \| + 0 s \| \| 5e \| Mirco Maestri \| Italie \| Team Polti VisitMalta \| + 0 s \| \| 6e \| Xavier Cañellas \| Espagne \| Anicolor/Tien 21 \| + 0 s \| \| 7e \| Davide Piganzoli \| Italie \| Team Polti VisitMalta \| + 0 s \| \| 8e \| Francisco Peñuela \| Venezuela \| Caja Rural-Seguros RGA \| + 0 s \| \| 10e \| Thomas Pesenti \| Italie \| Soudal Quick-Step Devo Team \| + 0 s \| |                     |           |                             |                 |
| |                     |           |                             |                 |
| |                     |           |                             |                 |
| Classement de l'étape |                     |           |                             |                 |
| Coureur | Coureur             | Pays      | Équipe                      | Temps           |
| 1er | Magnus Cort Nielsen | Danemark  | Uno-X Mobility              | 3 h 43 min 52 s |
| 2e | Carlos Canal        | Espagne   | Movistar Team               | + 0 s           |
| 3e | Giovanni Lonardi    | Italie    | Team Polti VisitMalta       | + 0 s           |
| 4e | César Macías        | Mexique   | Petrolike                   | + 0 s           |
| 5e | Mirco Maestri       | Italie    | Team Polti VisitMalta       | + 0 s           |
| 6e | Xavier Cañellas     | Espagne   | Anicolor/Tien 21            | + 0 s           |
| 7e | Davide Piganzoli    | Italie    | Team Polti VisitMalta       | + 0 s           |
| 8e | Francisco Peñuela   | Venezuela | Caja Rural-Seguros RGA      | + 0 s           |
| 10e | Thomas Pesenti      | Italie    | Soudal Quick-Step Devo Team | + 0 s           |

## Classements finals

### Classement général final
| \| Classement général \| Classement général \| Classement général \| Classement général \| Classement général \| \| Coureur \| Coureur \| Pays \| Équipe \| Temps \| \| ------------------ \| ------------------- \| ------------------ \| --------------------- \| ------------------ \| \| 1er \| Derek Gee \| Canada \| Israel-Premier Tech \| 15 h 21 min 23 s \| \| 2e \| Davide Piganzoli \| Italie \| Team Polti VisitMalta \| + 35 s \| \| 3e \| Magnus Cort Nielsen \| Danemark \| Uno-X Mobility \| + 38 s \| \| 4e \| Iván Cobo \| Espagne \| Equipo Kern Pharma \| + 1 min 15 s \| \| 5e \| Eric Fagúndez \| Uruguay \| Burgos-Burpellet-BH \| + 1 min 34 s \| \| 6e \| Sergio Chumil \| Guatemala \| Burgos-Burpellet-BH \| + 1 min 53 s \| \| 7e \| Jefferson Cepeda \| Équateur \| Movistar Team \| + 1 min 56 s \| \| 8e \| Viktor Soenens \| Belgique \| Soudal Quick-Step \| + 1 min 59 s \| \| 9e \| Mauri Vansevenant \| Belgique \| Soudal Quick-Step \| + 2 min 02 s \| \| 10e \| Johannes Kulset \| Norvège \| Uno-X Mobility \| + 2 min 22 s \| |                     |           |                       |                  |
| |                     |           |                       |                  |
| |                     |           |                       |                  |
| Classement général |                     |           |                       |                  |
| Coureur | Coureur             | Pays      | Équipe                | Temps            |
| 1er | Derek Gee           | Canada    | Israel-Premier Tech   | 15 h 21 min 23 s |
| 2e | Davide Piganzoli    | Italie    | Team Polti VisitMalta | + 35 s           |
| 3e | Magnus Cort Nielsen | Danemark  | Uno-X Mobility        | + 38 s           |
| 4e | Iván Cobo           | Espagne   | Equipo Kern Pharma    | + 1 min 15 s     |
| 5e | Eric Fagúndez       | Uruguay   | Burgos-Burpellet-BH   | + 1 min 34 s     |
| 6e | Sergio Chumil       | Guatemala | Burgos-Burpellet-BH   | + 1 min 53 s     |
| 7e | Jefferson Cepeda    | Équateur  | Movistar Team         | + 1 min 56 s     |
| 8e | Viktor Soenens      | Belgique  | Soudal Quick-Step     | + 1 min 59 s     |
| 9e | Mauri Vansevenant   | Belgique  | Soudal Quick-Step     | + 2 min 02 s     |
| 10e | Johannes Kulset     | Norvège   | Uno-X Mobility        | + 2 min 22 s     |

### Classements annexes
| Classement par points | Classement par points | Classement par points | Classement par points | Classement par points |
| Coureur               | Coureur               | Pays                  | Équipe                | Points                |
| --------------------- | --------------------- | --------------------- | --------------------- | --------------------- |
| 1er                   | Magnus Cort Nielsen   | Danemark              | Uno-X Mobility        | 132 pts               |
| 2e                    | Davide Piganzoli      | Italie                | Team Polti VisitMalta | 76 pts                |
| 3e                    | Derek Gee             | Canada                | Israel-Premier Tech   | 63 pts                |
| 4e                    | Carlos Canal          | Espagne               | Movistar Team         | 54 pts                |
| 5e                    | Giovanni Lonardi      | Italie                | Team Polti VisitMalta | 44 pts                |

| Classement par points | Classement par points | Classement par points | Classement par points | Classement par points |
| Coureur               | Coureur               | Pays                  | Équipe                | Points                |
| --------------------- | --------------------- | --------------------- | --------------------- | --------------------- |
| 1er                   | Magnus Cort Nielsen   | Danemark              | Uno-X Mobility        | 132 pts               |
| 2e                    | Davide Piganzoli      | Italie                | Team Polti VisitMalta | 76 pts                |
| 3e                    | Derek Gee             | Canada                | Israel-Premier Tech   | 63 pts                |
| 4e                    | Carlos Canal          | Espagne               | Movistar Team         | 54 pts                |
| 5e                    | Giovanni Lonardi      | Italie                | Team Polti VisitMalta | 44 pts                |

| Classement de la montagne | Classement de la montagne | Classement de la montagne | Classement de la montagne | Classement de la montagne |
| Coureur                   | Coureur                   | Pays                      | Équipe                    | Points                    |
| ------------------------- | ------------------------- | ------------------------- | ------------------------- | ------------------------- |
| 1er                       | Derek Gee                 | Canada                    | Israel-Premier Tech       | 17 pts                    |
| 2e                        | Ander Okamika             | Espagne                   | Burgos-Burpellet-BH       | 12 pts                    |
| 3e                        | Sergio Chumil             | Guatemala                 | Burgos-Burpellet-BH       | 9 pts                     |

| Classement de la montagne | Classement de la montagne | Classement de la montagne | Classement de la montagne | Classement de la montagne |
| Coureur                   | Coureur                   | Pays                      | Équipe                    | Points                    |
| ------------------------- | ------------------------- | ------------------------- | ------------------------- | ------------------------- |
| 1er                       | Derek Gee                 | Canada                    | Israel-Premier Tech       | 17 pts                    |
| 2e                        | Ander Okamika             | Espagne                   | Burgos-Burpellet-BH       | 12 pts                    |
| 3e                        | Sergio Chumil             | Guatemala                 | Burgos-Burpellet-BH       | 9 pts                     |

| Classement du meilleur jeune | Classement du meilleur jeune | Classement du meilleur jeune | Classement du meilleur jeune     | Classement du meilleur jeune |
| Coureur                      | Coureur                      | Pays                         | Équipe                           | Temps                        |
| ---------------------------- | ---------------------------- | ---------------------------- | -------------------------------- | ---------------------------- |
| 1er                          | Viktor Soenens               | Belgique                     | Soudal Quick-Step Devo Team      | 15 h 23 min 22 s             |
| 2e                           | Johannes Kulset              | Norvège                      | Uno-X Mobility                   | + 23 s                       |
| 3e                           | Maxime Decomble              | France                       | Équipe continentale Groupama-FDJ | + 1 min 06 s                 |
| 4e                           | Luca Paletti                 | Italie                       | VF Group-Bardiani CSF-Faizanè    | + 1 min 24 s                 |
| 5e                           | Samuel Fernández García      | Espagne                      | Caja Rural-Seguros RGA           | + 2 min 44 s                 |
| 6e                           | Simon Dalby                  | Danemark                     | Uno-X Mobility                   | + 3 min 37 s                 |
| 7e                           | Lucas Lopes                  | Portugal                     | Rádio Popular-Paredes-Boavista   | + 10 min 24 s                |
| 8e                           | Diego Pescador               | Colombie                     | Movistar Team                    | + 12 min 42 s                |
| 9e                           | Rémi Daumas                  | France                       | Équipe continentale Groupama-FDJ | + 18 min 58 s                |
| 10e                          | Matteo Scalco                | Italie                       | VF Group-Bardiani CSF-Faizanè    | + 19 min 17 s                |

| Classement du meilleur jeune | Classement du meilleur jeune | Classement du meilleur jeune | Classement du meilleur jeune     | Classement du meilleur jeune |
| Coureur                      | Coureur                      | Pays                         | Équipe                           | Temps                        |
| ---------------------------- | ---------------------------- | ---------------------------- | -------------------------------- | ---------------------------- |
| 1er                          | Viktor Soenens               | Belgique                     | Soudal Quick-Step Devo Team      | 15 h 23 min 22 s             |
| 2e                           | Johannes Kulset              | Norvège                      | Uno-X Mobility                   | + 23 s                       |
| 3e                           | Maxime Decomble              | France                       | Équipe continentale Groupama-FDJ | + 1 min 06 s                 |
| 4e                           | Luca Paletti                 | Italie                       | VF Group-Bardiani CSF-Faizanè    | + 1 min 24 s                 |
| 5e                           | Samuel Fernández García      | Espagne                      | Caja Rural-Seguros RGA           | + 2 min 44 s                 |
| 6e                           | Simon Dalby                  | Danemark                     | Uno-X Mobility                   | + 3 min 37 s                 |
| 7e                           | Lucas Lopes                  | Portugal                     | Rádio Popular-Paredes-Boavista   | + 10 min 24 s                |
| 8e                           | Diego Pescador               | Colombie                     | Movistar Team                    | + 12 min 42 s                |
| 9e                           | Rémi Daumas                  | France                       | Équipe continentale Groupama-FDJ | + 18 min 58 s                |
| 10e                          | Matteo Scalco                | Italie                       | VF Group-Bardiani CSF-Faizanè    | + 19 min 17 s                |

| Classement par équipes | Classement par équipes        | Classement par équipes | Classement par équipes |
| Équipe                 | Équipe                        | Pays                   | Temps                  |
| ---------------------- | ----------------------------- | ---------------------- | ---------------------- |
| 1re                    | Burgos-Burpellet-BH           | Espagne                | 40 h 20 min 23 s       |
| 2e                     | Uno-X Mobility                | Norvège                | + 58 s                 |
| 3e                     | Soudal Quick-Step             | Belgique               | + 3 min 43 s           |
| 4e                     | Movistar Team                 | Espagne                | + 7 min 32 s           |
| 5e                     | Equipo Kern Pharma            | Espagne                | + 8 min 46 s           |
| 6e                     | Groupama-FDJ                  | France                 | + 9 min 09 s           |
| 7e                     | Israel-Premier Tech           | Israël                 | + 10 min 24 s          |
| 8e                     | Euskaltel-Euskadi             | Espagne                | + 11 min 13 s          |
| 9e                     | VF Group-Bardiani CSF-Faizanè | Italie                 | + 11 min 31 s          |
| 10e                    | Caja Rural-Seguros RGA        | Espagne                | + 12 min 28 s          |

| Classement par équipes | Classement par équipes        | Classement par équipes | Classement par équipes |
| Équipe                 | Équipe                        | Pays                   | Temps                  |
| ---------------------- | ----------------------------- | ---------------------- | ---------------------- |
| 1re                    | Burgos-Burpellet-BH           | Espagne                | 40 h 20 min 23 s       |
| 2e                     | Uno-X Mobility                | Norvège                | + 58 s                 |
| 3e                     | Soudal Quick-Step             | Belgique               | + 3 min 43 s           |
| 4e                     | Movistar Team                 | Espagne                | + 7 min 32 s           |
| 5e                     | Equipo Kern Pharma            | Espagne                | + 8 min 46 s           |
| 6e                     | Groupama-FDJ                  | France                 | + 9 min 09 s           |
| 7e                     | Israel-Premier Tech           | Israël                 | + 10 min 24 s          |
| 8e                     | Euskaltel-Euskadi             | Espagne                | + 11 min 13 s          |
| 9e                     | VF Group-Bardiani CSF-Faizanè | Italie                 | + 11 min 31 s          |
| 10e                    | Caja Rural-Seguros RGA        | Espagne                | + 12 min 28 s          |

## Évolution des classements
| Étape              | Vainqueur           | Classement général  | Classement par points | Classement de la montagne | Classement du meilleur jeune | Classement par équipes |
| ------------------ | ------------------- | ------------------- | --------------------- | ------------------------- | ---------------------------- | ---------------------- |
| 1                  | Magnus Cort Nielsen | Magnus Cort Nielsen | Magnus Cort Nielsen   | Ander Okamika             | Filippo Turconi              | Burgos Burpellet BH    |
| 2                  | Magnus Cort Nielsen | Magnus Cort Nielsen | Magnus Cort Nielsen   | Ander Okamika             | Samuel Fernández García      | Uno-X Mobility         |
| 3                  | Derek Gee           | Derek Gee           | Magnus Cort Nielsen   | Ander Okamika             | Maxime Decomble              | Uno-X Mobility         |
| 4                  | Sergio Chumil       | Derek Gee           | Magnus Cort Nielsen   | Derek Gee                 | Viktor Soenens               | Burgos Burpellet BH    |
| 5                  | Magnus Cort Nielsen | Derek Gee           | Magnus Cort Nielsen   | Derek Gee                 | Viktor Soenens               | Burgos Burpellet BH    |
| Classements finals | Classements finals  | Derek Gee           | Magnus Cort Nielsen   | Derek Gee                 | Viktor Soenens               | Burgos Burpellet BH    |

## Liste des participants
| Groupama-FDJ GFC                     | Groupama-FDJ GFC           | Groupama-FDJ GFC |
| ------------------------------------ | -------------------------- | ---------------- |
| Num                                  | Coureur                    | Pos              |
| 1                                    | Clément Braz Afonso (FRA)  |                  |
| 2                                    | Rémy Rochas (FRA)          |                  |
| 3                                    | Matthew Walls (GBR)        | NP-1             |
| 4                                    | Max Bock (GER)             |                  |
| 5                                    | Maxime Decomble (FRA)      |                  |
| 7                                    | Oscar Nilsson-Julien (FRA) |                  |
| Directeur sportif : Philippe Mauduit |                            |                  |

| Movistar Team MOV                              | Movistar Team MOV               | Movistar Team MOV |
| ---------------------------------------------- | ------------------------------- | ----------------- |
| Num                                            | Coureur                         | Pos               |
| 11                                             | Jefferson Cepeda (ECU) (chrono) |                   |
| 12                                             | Carlos Canal (ESP)              |                   |
| 13                                             | Jorge Arcas (ESP)               |                   |
| 14                                             | Nélson Oliveira (POR)           |                   |
| 15                                             | Antonio Pedrero (ESP)           |                   |
| 16                                             | Diego Pescador (COL)            |                   |
| 17                                             | Albert Torres (ESP)             |                   |
| Directeur sportif : José Vicente García Acosta |                                 |                   |

| Israel-Premier Tech IPT            | Israel-Premier Tech IPT | Israel-Premier Tech IPT |
| ---------------------------------- | ----------------------- | ----------------------- |
| Num                                | Coureur                 | Pos                     |
| 21                                 | Simon Clarke (AUS)      |                         |
| 22                                 | Marco Frigo (ITA)       |                         |
| 23                                 | Jakob Fuglsang (DEN)    |                         |
| 24                                 | Derek Gee (CAN)         |                         |
| 25                                 | Hugo Houle (CAN)        |                         |
| 26                                 | Daniel Lima (POR)       |                         |
| 27                                 | Pau Martí (ESP)         |                         |
| Directeur sportif : Óscar Guerrero |                         |                         |

| Uno-X Mobility UXM                     | Uno-X Mobility UXM           | Uno-X Mobility UXM |
| -------------------------------------- | ---------------------------- | ------------------ |
| Num                                    | Coureur                      | Pos                |
| 31                                     | Magnus Cort Nielsen (DEN)    |                    |
| 32                                     | Andreas Kron (DEN)           |                    |
| 33                                     | Johannes Kulset (NOR)        |                    |
| 34                                     | Martin Bugge Urianstad (NOR) |                    |
| 35                                     | Simon Dalby (DEN)            |                    |
| 36                                     | Fredrik Dversnes (NOR)       |                    |
| 37                                     | Sakarias Koller Løland (NOR) |                    |
| Directeur sportif : Christian Andersen |                              |                    |

| Soudal Quick-Step SOQ              | Soudal Quick-Step SOQ     | Soudal Quick-Step SOQ |
| ---------------------------------- | ------------------------- | --------------------- |
| Num                                | Coureur                   | Pos                   |
| 41                                 | Mauri Vansevenant (BEL)   |                       |
| 42                                 | Jordi Warlop (BEL)        |                       |
| 43                                 | James Knox (GBR)          |                       |
| 44                                 | Federico Savino (ITA)     |                       |
| 45                                 | Gauthier Servranckx (BEL) |                       |
| 46                                 | Viktor Soenens (BEL)      |                       |
| 47                                 | Thomas Pesenti (ITA)      |                       |
| Directeur sportif : Kevin Hulsmans |                           |                       |

| Equipo Kern Pharma EKP            | Equipo Kern Pharma EKP | Equipo Kern Pharma EKP |
| --------------------------------- | ---------------------- | ---------------------- |
| Num                               | Coureur                | Pos                    |
| 51                                | Urko Berrade (ESP)     |                        |
| 52                                | Mats Wenzel (LUX)      |                        |
| 53                                | Iván Cobo (ESP)        |                        |
| 54                                | Mikel Retegi (ESP)     |                        |
| 55                                | Ibon Ruiz (ESP)        | AB-2                   |
| 56                                | Unai Aznar (ESP)       |                        |
| 57                                | Ibai Azanza (ESP)      | AB-3                   |
| Directeur sportif : Mikel Ezkieta |                        |                        |

| VF Group-Bardiani CSF-Faizanè VBF  | VF Group-Bardiani CSF-Faizanè VBF | VF Group-Bardiani CSF-Faizanè VBF |
| ---------------------------------- | --------------------------------- | --------------------------------- |
| Num                                | Coureur                           | Pos                               |
| 61                                 | Luca Covili (ITA)                 |                                   |
| 62                                 | Martin Marcellusi (ITA)           |                                   |
| 63                                 | Filippo Magli (ITA)               |                                   |
| 64                                 | Luca Paletti (ITA)                |                                   |
| 65                                 | Alex Tolio (ITA)                  |                                   |
| 66                                 | Filippo Turconi (ITA)             |                                   |
| 67                                 | Matteo Scalco (ITA)               |                                   |
| Directeur sportif : Luca Amoriello |                                   |                                   |

| Burgos-Burpellet-BH BBH           | Burgos-Burpellet-BH BBH              | Burgos-Burpellet-BH BBH |
| --------------------------------- | ------------------------------------ | ----------------------- |
| Num                               | Coureur                              | Pos                     |
| 71                                | Sinuhé Fernández (ESP)               |                         |
| 72                                | Eric Fagúndez (URU) (chrono)         |                         |
| 73                                | Jambaljamts Sainbayar (MGL) (chrono) |                         |
| 74                                | Daniel Cavia (ESP)                   |                         |
| 75                                | Sergio Chumil (GUA) (route)          |                         |
| 76                                | Josh Burnett (NZL)                   |                         |
| 77                                | Ander Okamika (ESP)                  |                         |
| Directeur sportif : Damien Garcia |                                      |                         |

| Team Polti VisitMalta PTV                    | Team Polti VisitMalta PTV | Team Polti VisitMalta PTV |
| -------------------------------------------- | ------------------------- | ------------------------- |
| Num                                          | Coureur                   | Pos                       |
| 81                                           | Alessandro Tonelli (ITA)  |                           |
| 82                                           | Andrea Pietrobon (ITA)    |                           |
| 83                                           | Giovanni Lonardi (ITA)    |                           |
| 84                                           | Mirco Maestri (ITA)       |                           |
| 85                                           | Davide Piganzoli (ITA)    |                           |
| 86                                           | Diego Pablo Sevilla (ESP) |                           |
| 87                                           | Fernando Tercero (ESP)    |                           |
| Directeur sportif : Jesús Hernández Blázquez |                           |                           |

| Euskaltel-Euskadi EUS             | Euskaltel-Euskadi EUS   | Euskaltel-Euskadi EUS |
| --------------------------------- | ----------------------- | --------------------- |
| Num                               | Coureur                 | Pos                   |
| 91                                | Iker Mintegi (ESP)      |                       |
| 92                                | Jordi López (ESP)       |                       |
| 93                                | Txomin Juaristi (ESP)   |                       |
| 94                                | Jokin Murguialday (ESP) |                       |
| 95                                | Ander Ganzabal (ESP)    |                       |
| 96                                | Nicolás Alustiza (ESP)  |                       |
| 97                                | Jon Agirre (ESP)        |                       |
| Directeur sportif : Pablo Urtasun |                         |                       |

| Caja Rural-Seguros RGA CJR         | Caja Rural-Seguros RGA CJR    | Caja Rural-Seguros RGA CJR |
| ---------------------------------- | ----------------------------- | -------------------------- |
| Num                                | Coureur                       | Pos                        |
| 101                                | Abel Balderstone (ESP)        |                            |
| 102                                | Julen Arriolabengoa (ESP)     |                            |
| 103                                | Jan Castellon (ESP)           |                            |
| 104                                | Álex Díaz (ESP)               |                            |
| 105                                | Samuel Fernández García (ESP) |                            |
| 106                                | Alex Molenaar (NED)           |                            |
| 107                                | Francisco Peñuela (VEN)       |                            |
| Directeur sportif : Rubén Martínez |                               |                            |

| Petrolike PTL | Petrolike PTL            | Petrolike PTL |
| ------------- | ------------------------ | ------------- |
| Num           | Coureur                  | Pos           |
| 111           | Jonathan Caicedo (ECU)   |               |
| 112           | Alejandro Callejas (COL) |               |
| 113           | Jose Juan Prieto (MEX)   |               |
| 114           | Filippo D'Aiuto (ITA)    |               |
| 116           | César Macías (MEX)       |               |
| 117           | Andrii Ponomar (UKR)     |               |

| Anicolor/Tien 21 ATI              | Anicolor/Tien 21 ATI  | Anicolor/Tien 21 ATI |
| --------------------------------- | --------------------- | -------------------- |
| Num                               | Coureur               | Pos                  |
| 121                               | Artem Nych (RUS)      |                      |
| 122                               | Rafael Reis (POR)     |                      |
| 123                               | Xavier Cañellas (ESP) |                      |
| 124                               | Harrison Wood (GBR)   |                      |
| 125                               | Pedro Silva (POR)     |                      |
| 126                               | Rubén Fernández (ESP) |                      |
| 127                               | Víctor Martínez (ESP) |                      |
| Directeur sportif : Rúben Pereira |                       |                      |

| Tavfer-Ovos Matinados-Mortágua TAV       | Tavfer-Ovos Matinados-Mortágua TAV | Tavfer-Ovos Matinados-Mortágua TAV |
| ---------------------------------------- | ---------------------------------- | ---------------------------------- |
| Num                                      | Coureur                            | Pos                                |
| 131                                      | Ángel Sánchez (ESP)                |                                    |
| 132                                      | Gonçalo Carvalho (POR)             |                                    |
| 133                                      | João Matias (POR)                  |                                    |
| 134                                      | Francisco Alves (POR)              | AB-4                               |
| 135                                      | António Barbio (POR)               |                                    |
| 136                                      | Rafael Barbas (POR)                |                                    |
| Directeur sportif : Gustavo César Veloso |                                    |                                    |

| Efapel Cycling EFP               | Efapel Cycling EFP       | Efapel Cycling EFP |
| -------------------------------- | ------------------------ | ------------------ |
| Num                              | Coureur                  | Pos                |
| 141                              | Joaquim Silva (POR)      |                    |
| 142                              | André Carvalho (POR)     |                    |
| 143                              | Santiago Mesa (COL)      |                    |
| 144                              | Mauricio Moreira (URU)   | NP-3               |
| 145                              | Pedro Castro Pinto (POR) |                    |
| 146                              | Pedro Pinto (POR)        |                    |
| 147                              | Keegan Swirbul (USA)     |                    |
| Directeur sportif : José Azevedo |                          |                    |

| AP Hotels & Resorts-Tavira-SC Farense ATF | AP Hotels & Resorts-Tavira-SC Farense ATF | AP Hotels & Resorts-Tavira-SC Farense ATF |
| ----------------------------------------- | ----------------------------------------- | ----------------------------------------- |
| Num                                       | Coureur                                   | Pos                                       |
| 151                                       | Delio Fernández (ESP)                     |                                           |
| 152                                       | Afonso Silva (POR)                        |                                           |
| 153                                       | Miguel Salgueiro (POR)                    |                                           |
| 154                                       | Jesús David Peña (COL)                    |                                           |
| 156                                       | Francisco Campos (POR)                    |                                           |
| 157                                       | Ailetz Lasa (ESP)                         |                                           |
| Directeur sportif : Vidal Fitas           |                                           |                                           |

| Rádio Popular-Paredes-Boavista RPB | Rádio Popular-Paredes-Boavista RPB | Rádio Popular-Paredes-Boavista RPB |
| ---------------------------------- | ---------------------------------- | ---------------------------------- |
| Num                                | Coureur                            | Pos                                |
| 161                                | Lucas Lopes (POR)                  |                                    |
| 162                                | Tiago Leal (POR)                   |                                    |
| 163                                | Hélder Gonçalves (POR)             |                                    |
| 164                                | César Fonte (POR)                  |                                    |
| 165                                | Raúl Rota (ESP)                    |                                    |
| 166                                | Alberto Álvarez (ESP)              |                                    |
| 167                                | Daniel Dias (POR)                  |                                    |

| Illes Balears Arabay IBA           | Illes Balears Arabay IBA   | Illes Balears Arabay IBA |
| ---------------------------------- | -------------------------- | ------------------------ |
| Num                                | Coureur                    | Pos                      |
| 171                                | Sergio Trueba (ESP)        |                          |
| 172                                | Unai Esparza (ESP)         |                          |
| 173                                | Pau Llaneras (ESP)         |                          |
| 174                                | Gonzalo Ariño (ESP)        |                          |
| 175                                | Asier Pablo González (ESP) |                          |
| 177                                | Álvaro Sagrado (ESP)       |                          |
| Directeur sportif : Daniel Navarro |                            |                          |

| Groupama-FDJ GFC                     | Groupama-FDJ GFC           | Groupama-FDJ GFC |
| ------------------------------------ | -------------------------- | ---------------- |
| Num                                  | Coureur                    | Pos              |
| 1                                    | Clément Braz Afonso (FRA)  |                  |
| 2                                    | Rémy Rochas (FRA)          |                  |
| 3                                    | Matthew Walls (GBR)        | NP-1             |
| 4                                    | Max Bock (GER)             |                  |
| 5                                    | Maxime Decomble (FRA)      |                  |
| 7                                    | Oscar Nilsson-Julien (FRA) |                  |
| Directeur sportif : Philippe Mauduit |                            |                  |

| Movistar Team MOV                              | Movistar Team MOV               | Movistar Team MOV |
| ---------------------------------------------- | ------------------------------- | ----------------- |
| Num                                            | Coureur                         | Pos               |
| 11                                             | Jefferson Cepeda (ECU) (chrono) |                   |
| 12                                             | Carlos Canal (ESP)              |                   |
| 13                                             | Jorge Arcas (ESP)               |                   |
| 14                                             | Nélson Oliveira (POR)           |                   |
| 15                                             | Antonio Pedrero (ESP)           |                   |
| 16                                             | Diego Pescador (COL)            |                   |
| 17                                             | Albert Torres (ESP)             |                   |
| Directeur sportif : José Vicente García Acosta |                                 |                   |

| Israel-Premier Tech IPT            | Israel-Premier Tech IPT | Israel-Premier Tech IPT |
| ---------------------------------- | ----------------------- | ----------------------- |
| Num                                | Coureur                 | Pos                     |
| 21                                 | Simon Clarke (AUS)      |                         |
| 22                                 | Marco Frigo (ITA)       |                         |
| 23                                 | Jakob Fuglsang (DEN)    |                         |
| 24                                 | Derek Gee (CAN)         |                         |
| 25                                 | Hugo Houle (CAN)        |                         |
| 26                                 | Daniel Lima (POR)       |                         |
| 27                                 | Pau Martí (ESP)         |                         |
| Directeur sportif : Óscar Guerrero |                         |                         |

| Uno-X Mobility UXM                     | Uno-X Mobility UXM           | Uno-X Mobility UXM |
| -------------------------------------- | ---------------------------- | ------------------ |
| Num                                    | Coureur                      | Pos                |
| 31                                     | Magnus Cort Nielsen (DEN)    |                    |
| 32                                     | Andreas Kron (DEN)           |                    |
| 33                                     | Johannes Kulset (NOR)        |                    |
| 34                                     | Martin Bugge Urianstad (NOR) |                    |
| 35                                     | Simon Dalby (DEN)            |                    |
| 36                                     | Fredrik Dversnes (NOR)       |                    |
| 37                                     | Sakarias Koller Løland (NOR) |                    |
| Directeur sportif : Christian Andersen |                              |                    |

| Soudal Quick-Step SOQ              | Soudal Quick-Step SOQ     | Soudal Quick-Step SOQ |
| ---------------------------------- | ------------------------- | --------------------- |
| Num                                | Coureur                   | Pos                   |
| 41                                 | Mauri Vansevenant (BEL)   |                       |
| 42                                 | Jordi Warlop (BEL)        |                       |
| 43                                 | James Knox (GBR)          |                       |
| 44                                 | Federico Savino (ITA)     |                       |
| 45                                 | Gauthier Servranckx (BEL) |                       |
| 46                                 | Viktor Soenens (BEL)      |                       |
| 47                                 | Thomas Pesenti (ITA)      |                       |
| Directeur sportif : Kevin Hulsmans |                           |                       |

| Equipo Kern Pharma EKP            | Equipo Kern Pharma EKP | Equipo Kern Pharma EKP |
| --------------------------------- | ---------------------- | ---------------------- |
| Num                               | Coureur                | Pos                    |
| 51                                | Urko Berrade (ESP)     |                        |
| 52                                | Mats Wenzel (LUX)      |                        |
| 53                                | Iván Cobo (ESP)        |                        |
| 54                                | Mikel Retegi (ESP)     |                        |
| 55                                | Ibon Ruiz (ESP)        | AB-2                   |
| 56                                | Unai Aznar (ESP)       |                        |
| 57                                | Ibai Azanza (ESP)      | AB-3                   |
| Directeur sportif : Mikel Ezkieta |                        |                        |

| VF Group-Bardiani CSF-Faizanè VBF  | VF Group-Bardiani CSF-Faizanè VBF | VF Group-Bardiani CSF-Faizanè VBF |
| ---------------------------------- | --------------------------------- | --------------------------------- |
| Num                                | Coureur                           | Pos                               |
| 61                                 | Luca Covili (ITA)                 |                                   |
| 62                                 | Martin Marcellusi (ITA)           |                                   |
| 63                                 | Filippo Magli (ITA)               |                                   |
| 64                                 | Luca Paletti (ITA)                |                                   |
| 65                                 | Alex Tolio (ITA)                  |                                   |
| 66                                 | Filippo Turconi (ITA)             |                                   |
| 67                                 | Matteo Scalco (ITA)               |                                   |
| Directeur sportif : Luca Amoriello |                                   |                                   |

| Burgos-Burpellet-BH BBH           | Burgos-Burpellet-BH BBH              | Burgos-Burpellet-BH BBH |
| --------------------------------- | ------------------------------------ | ----------------------- |
| Num                               | Coureur                              | Pos                     |
| 71                                | Sinuhé Fernández (ESP)               |                         |
| 72                                | Eric Fagúndez (URU) (chrono)         |                         |
| 73                                | Jambaljamts Sainbayar (MGL) (chrono) |                         |
| 74                                | Daniel Cavia (ESP)                   |                         |
| 75                                | Sergio Chumil (GUA) (route)          |                         |
| 76                                | Josh Burnett (NZL)                   |                         |
| 77                                | Ander Okamika (ESP)                  |                         |
| Directeur sportif : Damien Garcia |                                      |                         |

| Team Polti VisitMalta PTV                    | Team Polti VisitMalta PTV | Team Polti VisitMalta PTV |
| -------------------------------------------- | ------------------------- | ------------------------- |
| Num                                          | Coureur                   | Pos                       |
| 81                                           | Alessandro Tonelli (ITA)  |                           |
| 82                                           | Andrea Pietrobon (ITA)    |                           |
| 83                                           | Giovanni Lonardi (ITA)    |                           |
| 84                                           | Mirco Maestri (ITA)       |                           |
| 85                                           | Davide Piganzoli (ITA)    |                           |
| 86                                           | Diego Pablo Sevilla (ESP) |                           |
| 87                                           | Fernando Tercero (ESP)    |                           |
| Directeur sportif : Jesús Hernández Blázquez |                           |                           |

| Euskaltel-Euskadi EUS             | Euskaltel-Euskadi EUS   | Euskaltel-Euskadi EUS |
| --------------------------------- | ----------------------- | --------------------- |
| Num                               | Coureur                 | Pos                   |
| 91                                | Iker Mintegi (ESP)      |                       |
| 92                                | Jordi López (ESP)       |                       |
| 93                                | Txomin Juaristi (ESP)   |                       |
| 94                                | Jokin Murguialday (ESP) |                       |
| 95                                | Ander Ganzabal (ESP)    |                       |
| 96                                | Nicolás Alustiza (ESP)  |                       |
| 97                                | Jon Agirre (ESP)        |                       |
| Directeur sportif : Pablo Urtasun |                         |                       |

| Caja Rural-Seguros RGA CJR         | Caja Rural-Seguros RGA CJR    | Caja Rural-Seguros RGA CJR |
| ---------------------------------- | ----------------------------- | -------------------------- |
| Num                                | Coureur                       | Pos                        |
| 101                                | Abel Balderstone (ESP)        |                            |
| 102                                | Julen Arriolabengoa (ESP)     |                            |
| 103                                | Jan Castellon (ESP)           |                            |
| 104                                | Álex Díaz (ESP)               |                            |
| 105                                | Samuel Fernández García (ESP) |                            |
| 106                                | Alex Molenaar (NED)           |                            |
| 107                                | Francisco Peñuela (VEN)       |                            |
| Directeur sportif : Rubén Martínez |                               |                            |

| Petrolike PTL | Petrolike PTL            | Petrolike PTL |
| ------------- | ------------------------ | ------------- |
| Num           | Coureur                  | Pos           |
| 111           | Jonathan Caicedo (ECU)   |               |
| 112           | Alejandro Callejas (COL) |               |
| 113           | Jose Juan Prieto (MEX)   |               |
| 114           | Filippo D'Aiuto (ITA)    |               |
| 116           | César Macías (MEX)       |               |
| 117           | Andrii Ponomar (UKR)     |               |

| Anicolor/Tien 21 ATI              | Anicolor/Tien 21 ATI  | Anicolor/Tien 21 ATI |
| --------------------------------- | --------------------- | -------------------- |
| Num                               | Coureur               | Pos                  |
| 121                               | Artem Nych (RUS)      |                      |
| 122                               | Rafael Reis (POR)     |                      |
| 123                               | Xavier Cañellas (ESP) |                      |
| 124                               | Harrison Wood (GBR)   |                      |
| 125                               | Pedro Silva (POR)     |                      |
| 126                               | Rubén Fernández (ESP) |                      |
| 127                               | Víctor Martínez (ESP) |                      |
| Directeur sportif : Rúben Pereira |                       |                      |

| Tavfer-Ovos Matinados-Mortágua TAV       | Tavfer-Ovos Matinados-Mortágua TAV | Tavfer-Ovos Matinados-Mortágua TAV |
| ---------------------------------------- | ---------------------------------- | ---------------------------------- |
| Num                                      | Coureur                            | Pos                                |
| 131                                      | Ángel Sánchez (ESP)                |                                    |
| 132                                      | Gonçalo Carvalho (POR)             |                                    |
| 133                                      | João Matias (POR)                  |                                    |
| 134                                      | Francisco Alves (POR)              | AB-4                               |
| 135                                      | António Barbio (POR)               |                                    |
| 136                                      | Rafael Barbas (POR)                |                                    |
| Directeur sportif : Gustavo César Veloso |                                    |                                    |

| Efapel Cycling EFP               | Efapel Cycling EFP       | Efapel Cycling EFP |
| -------------------------------- | ------------------------ | ------------------ |
| Num                              | Coureur                  | Pos                |
| 141                              | Joaquim Silva (POR)      |                    |
| 142                              | André Carvalho (POR)     |                    |
| 143                              | Santiago Mesa (COL)      |                    |
| 144                              | Mauricio Moreira (URU)   | NP-3               |
| 145                              | Pedro Castro Pinto (POR) |                    |
| 146                              | Pedro Pinto (POR)        |                    |
| 147                              | Keegan Swirbul (USA)     |                    |
| Directeur sportif : José Azevedo |                          |                    |

| AP Hotels & Resorts-Tavira-SC Farense ATF | AP Hotels & Resorts-Tavira-SC Farense ATF | AP Hotels & Resorts-Tavira-SC Farense ATF |
| ----------------------------------------- | ----------------------------------------- | ----------------------------------------- |
| Num                                       | Coureur                                   | Pos                                       |
| 151                                       | Delio Fernández (ESP)                     |                                           |
| 152                                       | Afonso Silva (POR)                        |                                           |
| 153                                       | Miguel Salgueiro (POR)                    |                                           |
| 154                                       | Jesús David Peña (COL)                    |                                           |
| 156                                       | Francisco Campos (POR)                    |                                           |
| 157                                       | Ailetz Lasa (ESP)                         |                                           |
| Directeur sportif : Vidal Fitas           |                                           |                                           |

| Rádio Popular-Paredes-Boavista RPB | Rádio Popular-Paredes-Boavista RPB | Rádio Popular-Paredes-Boavista RPB |
| ---------------------------------- | ---------------------------------- | ---------------------------------- |
| Num                                | Coureur                            | Pos                                |
| 161                                | Lucas Lopes (POR)                  |                                    |
| 162                                | Tiago Leal (POR)                   |                                    |
| 163                                | Hélder Gonçalves (POR)             |                                    |
| 164                                | César Fonte (POR)                  |                                    |
| 165                                | Raúl Rota (ESP)                    |                                    |
| 166                                | Alberto Álvarez (ESP)              |                                    |
| 167                                | Daniel Dias (POR)                  |                                    |

| Illes Balears Arabay IBA           | Illes Balears Arabay IBA   | Illes Balears Arabay IBA |
| ---------------------------------- | -------------------------- | ------------------------ |
| Num                                | Coureur                    | Pos                      |
| 171                                | Sergio Trueba (ESP)        |                          |
| 172                                | Unai Esparza (ESP)         |                          |
| 173                                | Pau Llaneras (ESP)         |                          |
| 174                                | Gonzalo Ariño (ESP)        |                          |
| 175                                | Asier Pablo González (ESP) |                          |
| 177                                | Álvaro Sagrado (ESP)       |                          |
| Directeur sportif : Daniel Navarro |                            |                          |